# DDR-Fußballmeisterschaft der Jugend 1953
Die DDR-Fußballmeisterschaft der Jugend 1953 war die 3. Auflage dieses Wettbewerbes, der von der Sektion Fußball (DDR) durchgeführt wurde. Der Wettbewerb begann am 31. Mai 1953 mit der Vorrunde und endete am 19. Juli 1953 mit dem Titelgewinn der BSG Empor Halle, die im Finale gegen die BSG Lokomotive Dresden gewann.

## Teilnehmende Mannschaften
An der DDR-Fußballmeisterschaft der Jugend (B-Jugend) für die Altersklasse (AK) 15/16 nahmen die Bezirksmeister bzw. dessen Vertreter der 14 Bezirke auf dem Gebiet der DDR, der Meister und Vizemeister aus Ost-Berlin und einer von der Sektion Fußball (DDR) benannten Mannschaft teil. Spielberechtigt waren Spieler bis zum 16. Lebensjahr (Stichtag: 1. August 1936).
Folgende Mannschaften qualifizierten sich für die DDR-Fußballmeisterschaft der Jugend:
| - Bezirk Rostock BSG Einheit Greifswald - Bezirk Schwerin BSG Einheit Schwerin - Bezirk Neubrandenburg BSG Lok-Bau Waren - Bezirk Potsdam BSG Motor Süd Brandenburg - Ost-Berlin SG Fortuna Pankow SG Zepernick (Vizemeister) | - Bezirk Frankfurt (Oder) BSG Einheit Frankfurt - Bezirk Magdeburg BSG Lokomotive Stendal - Bezirk Halle BSG Empor Halle BSG Aktivist Holzweißig (von der Sektion Fußball (DDR) benannt) - Bezirk Leipzig BSG Chemie Brandis - Bezirk Cottbus BSG Aktivist Großräschen-Süd | - Bezirk Dresden BSG Lokomotive Dresden - Bezirk Karl-Marx-Stadt BSG Motor Limbach-Oberfrohna - Bezirk Erfurt BSG Motor Nord Erfurt - Bezirk Gera BSG Motor Neustadt (Orla) - Bezirk Suhl BSG Motor Steinach |

## Modus
In der Vorrunde wurde in sechs Gruppen gespielt, davon fünf nach territorialen Gesichtspunkten zu je drei Mannschaften und eine mit dem Meister aus Ost-Berlin und der von der Sektion Fußball (DDR) benannten Mannschaft der BSG Aktivist Holzweißig. In diesen, wurde nach dem Modus „Jeder gegen Jeden“ in einer einfachen Runde gespielt. Die sechs Gruppensieger zogen in die Zwischenrunde ein, in der in zwei Gruppen zu je drei Mannschaften nach dem gleichen Modus wie in der Vorrunde die Finalisten ermittelt wurden.
Das Finale wurde auf einem neutralen Platz ausgetragen. In diesem wurde versucht, in 50 Minuten einen Gewinner auszuspielen.

## Vorrunde

### Gruppe I
Spiele
| Datum                   |                              | Ergebnis |                              |
| ----------------------- | ---------------------------- | -------- | ---------------------------- |
| So 31. März, 14:00 Uhr  | BSG Motor Limbach-Oberfrohna | 1:0      | BSG Chemie Brandis           |
| So 07. April, 14:00 Uhr | BSG Lokomotive Dresden       | 2:2      | BSG Motor Limbach-Oberfrohna |
| So 14. April, 14:00 Uhr | BSG Chemie Brandis           | 0:2      | BSG Lokomotive Dresden       |

Abschlusstabelle
| Pl. | Mannschaft                   | Sp. | S | U | N | Tore    | Quote | Punkte |
| --- | ---------------------------- | --- | - | - | - | ------- | ----- | ------ |
| 1.  | BSG Lokomotive Dresden       | 2   | 1 | 1 | 0 | 004:200 | 2,00  | 03:10  |
| 2.  | BSG Motor Limbach-Oberfrohna | 2   | 1 | 1 | 0 | 003:200 | 1,50  | 03:10  |
| 3.  | BSG Chemie Brandis           | 2   | 0 | 0 | 2 | 000:300 | 0,00  | 0:40   |

### Gruppe II
Spiele
| Datum                   |                           | Ergebnis |                           |
| ----------------------- | ------------------------- | -------- | ------------------------- |
| So 31. März, 14:00 Uhr  | BSG Motor Neustadt (Orla) | 2:3      | BSG Motor Steinach        |
| So 07. April, 14:00 Uhr | BSG Motor Nord Erfurt     | 0:1      | BSG Motor Neustadt (Orla) |
| So 14. April, 14:00 Uhr | BSG Motor Steinach        | 7:0      | BSG Motor Nord Erfurt     |

Abschlusstabelle
| Pl. | Mannschaft                | Sp. | S | U | N | Tore    | Quote | Punkte |
| --- | ------------------------- | --- | - | - | - | ------- | ----- | ------ |
| 1.  | BSG Motor Steinach        | 2   | 2 | 0 | 0 | 010:200 | 5,00  | 04:0   |
| 2.  | BSG Motor Neustadt (Orla) | 2   | 1 | 0 | 1 | 003:300 | 1,00  | 02:20  |
| 3.  | BSG Motor Nord Erfurt     | 2   | 0 | 0 | 2 | 000:800 | 0,00  | 0:40   |

### Gruppe III
Spiele
| Datum                   |                              | Ergebnis |                              |
| ----------------------- | ---------------------------- | -------- | ---------------------------- |
| So 31. März, 14:00 Uhr  | BSG Aktivist Großräschen-Süd | 2:1      | BSG Motor Süd Brandenburg    |
| So 07. April, 14:00 Uhr | BSG Einheit Frankfurt        | 0:2      | BSG Aktivist Großräschen-Süd |
| So 14. April, 14:00 Uhr | BSG Motor Süd Brandenburg    | 1:3      | BSG Einheit Frankfurt        |

Abschlusstabelle
| Pl. | Mannschaft                   | Sp. | S | U | N | Tore    | Quote | Punkte |
| --- | ---------------------------- | --- | - | - | - | ------- | ----- | ------ |
| 1.  | BSG Aktivist Großräschen-Süd | 2   | 2 | 0 | 0 | 004:100 | 4,00  | 04:0   |
| 2.  | BSG Einheit Frankfurt        | 2   | 1 | 0 | 1 | 003:300 | 1,00  | 02:20  |
| 3.  | BSG Motor Süd Brandenburg    | 2   | 0 | 0 | 2 | 002:500 | 0,40  | 0:40   |

### Gruppe IV
Spiele
| Datum                   |                        | Ergebnis |                        |
| ----------------------- | ---------------------- | -------- | ---------------------- |
| So 31. März, 14:00 Uhr  | BSG Einheit Greifswald | 6:0      | BSG Lok-Bau Waren      |
| So 07. April, 14:00 Uhr | BSG Einheit Schwerin   | 2:2      | BSG Einheit Greifswald |
| So 14. April, 14:00 Uhr | BSG Lok-Bau Waren      | 3:4      | BSG Einheit Schwerin   |

Abschlusstabelle
| Pl. | Mannschaft             | Sp. | S | U | N | Tore    | Quote | Punkte |
| --- | ---------------------- | --- | - | - | - | ------- | ----- | ------ |
| 1.  | BSG Einheit Greifswald | 2   | 1 | 1 | 0 | 008:200 | 4,00  | 03:10  |
| 2.  | BSG Einheit Schwerin   | 2   | 1 | 1 | 0 | 006:500 | 1,20  | 03:10  |
| 3.  | BSG Lok-Bau Waren      | 2   | 0 | 0 | 2 | 003:100 | 0,30  | 0:40   |

### Gruppe V
Spiele
| Datum                   |                        | Ergebnis |                        |
| ----------------------- | ---------------------- | -------- | ---------------------- |
| So 31. März, 14:00 Uhr  | BSG Empor Halle        | 3:0      | BSG Lokomotive Stendal |
| So 07. April, 14:00 Uhr | SG Zepernick           | 0:4      | BSG Empor Halle        |
| So 14. April, 14:00 Uhr | BSG Lokomotive Stendal | 1:2      | SG Zepernick           |

Abschlusstabelle
| Pl. | Mannschaft             | Sp. | S | U | N | Tore    | Quote | Punkte |
| --- | ---------------------- | --- | - | - | - | ------- | ----- | ------ |
| 1.  | BSG Empor Halle        | 2   | 2 | 0 | 0 | 007:000 | ∞     | 04:0   |
| 2.  | SG Zepernick           | 2   | 1 | 0 | 1 | 002:500 | 0,40  | 02:20  |
| 3.  | BSG Lokomotive Stendal | 2   | 0 | 0 | 2 | 001:500 | 0,20  | 0:40   |

### Gruppe VI
Spiele
| Datum                   |                         | Ergebnis |                         |
| ----------------------- | ----------------------- | -------- | ----------------------- |
| So 31. März, 14:00 Uhr  | BSG Aktivist Holzweißig | 2:0      | SG Fortuna Pankow       |
| So 07. April, 14:00 Uhr | SG Fortuna Pankow       | 2:1      | BSG Aktivist Holzweißig |

Abschlusstabelle
| Pl. | Mannschaft              | Sp. | S | U | N | Tore    | Quote | Punkte |
| --- | ----------------------- | --- | - | - | - | ------- | ----- | ------ |
| 1.  | BSG Aktivist Holzweißig | 2   | 1 | 0 | 1 | 003:200 | 1,50  | 02:20  |
| 2.  | SG Fortuna Pankow       | 2   | 1 | 0 | 1 | 002:300 | 0,67  | 02:20  |

## Zwischenrunde

### Gruppe A
Spiele
| Datum                   |                         | Ergebnis |                         |
| ----------------------- | ----------------------- | -------- | ----------------------- |
| So 05. Juli, 14:00 Uhr  | BSG Empor Halle         | 1:1      | BSG Aktivist Holzweißig |
| Mi 0.8. Juli, 14:00 Uhr | BSG Aktivist Holzweißig | 5:1      | BSG Einheit Greifswald  |
| So 12. Juli, 14:00 Uhr  | BSG Einheit Greifswald  | 0:7      | BSG Empor Halle         |

Abschlusstabelle
| Pl. | Mannschaft              | Sp. | S | U | N | Tore    | Quote | Punkte |
| --- | ----------------------- | --- | - | - | - | ------- | ----- | ------ |
| 1.  | BSG Empor Halle         | 2   | 1 | 1 | 0 | 008:100 | 8,00  | 03:10  |
| 2.  | BSG Aktivist Holzweißig | 2   | 1 | 1 | 0 | 006:200 | 3,00  | 03:10  |
| 3.  | BSG Einheit Greifswald  | 2   | 0 | 0 | 2 | 001:120 | 0,08  | 0:40   |

### Gruppe B
Spiele
| Datum                   |                              | Ergebnis |                              |
| ----------------------- | ---------------------------- | -------- | ---------------------------- |
| So 05. Juli, 14:00 Uhr  | BSG Lokomotive Dresden       | 2:0      | BSG Aktivist Großräschen-Süd |
| Mi 0.8. Juli, 14:00 Uhr | BSG Aktivist Großräschen-Süd | 2:3      | BSG Motor Steinach           |
| So 12. Juli, 14:00 Uhr  | BSG Motor Steinach           | 2:2      | BSG Lokomotive Dresden       |

Abschlusstabelle
| Pl. | Mannschaft                   | Sp. | S | U | N | Tore    | Quote | Punkte |
| --- | ---------------------------- | --- | - | - | - | ------- | ----- | ------ |
| 1.  | BSG Lokomotive Dresden       | 2   | 1 | 1 | 0 | 004:200 | 2,00  | 03:10  |
| 2.  | BSG Motor Steinach           | 2   | 1 | 1 | 0 | 005:400 | 1,25  | 03:10  |
| 3.  | BSG Aktivist Großräschen-Süd | 2   | 0 | 0 | 2 | 002:500 | 0,40  | 0:40   |

## Finale
Das Finale fand im Rahmen der Leipziger Sportwoche als Vorspiel der Partie DDR-Auswahl gegen die Auswahl der Sportvereinigung Motor statt.
| Paarung                | BSG Empor Halle – BSG Lokomotive Dresden |
| Ergebnis               | 5:0 (3:0) |
| Datum                  | Sonntag, 19. Juli 1953 um 17:00 Uhr |
| Stadion                | Bruno-Plache-Stadion, Leipzig |
| Zuschauer              | 15.000 |
| Schiedsrichter         | Rolf Vogel (Karl-Marx-Stadt) |
| Tore                   | 1:0 Lehrmann (4.) 2:0 Töpfer (14.) 3:0 Keßler (35.) 4:0 Lehrmann (56.) 5:0 Kohlmann (59.)                                                     |
| BSG Empor Halle        | Hanickel – Frönicke (25. Kreutzmann), Pohl, Hans-Joachim Oelze – Dieter Drebes, Gehrmann – Töpfer, Rönsch, Werner Lehrmann , Keßler, Kohlmann |
| BSG Lokomotive Dresden | Töpfer – Rudolf Härtelt, Wehnert, Peter – Stange, Ziegner – Manfred Richter, Karlheinz Kallenbach, Gottfried Matthes, Henkel, H. Wagner       |